# Natasa Ilievska
Natasa Ilievska, née le 4 avril 1983 à Kratovo, est une karatéka macédonienne. Elle a remporté la médaille d'or du kumite moins de 55 kilos aux championnats d'Europe de karaté 2011 à Zurich après avoir remporté la médaille d'argent dans la même catégorie aux championnats d'Europe de karaté 2009 à Zagreb.